# 山村美紗サスペンス (火曜ミステリー劇場)
『山村美紗サスペンス』（やまむらみさサスペンス）は、1990年から1991年までテレビ朝日系「火曜ミステリー劇場」で放送された、山村美紗の小説を原作にした単発テレビドラマ。全2回。
同枠及びその前身である「火曜スーパーワイド」放送された山村美紗原作のシリーズ作品については以下の項目を参照。
舞妓さんは名探偵（1988年 - 1990年）

## 京都・バリ島婚約旅行殺人事件

### キャスト（京都・バリ島婚約旅行殺人事件）
- 西条令子（雑誌記者） - 星野知子
- 大山紫舟（京都染織会の大御所） - 中尾彬
- 扇胡蝶（幻花の一番弟子） - 蜷川有紀
- 紺野泉（幻花のライバル） - 山村紅葉
- 水上良介（幻花の夫・画家） - 堀内正美
- 堀内秀 - 本郷直樹
- 中川紫（大山の内弟子） - 前田賀奈子
- 京都府警刑事 - 伊庭剛
- 橋口刑事（京都府警刑事） - 長沢大
- 細川幻花（京都染織会のスター） - 新藤恵美
- 狩矢警部（京都府警警部） - 夏夕介
- 矢崎真一（京都港北大学美術工芸史講師・令子の婚約者） - 田村亮
- ツアー参加者 - 園英子、細谷千恵、桑田範子
- 瀬田吉史、マデスクラ、藤崎幸一、真鍋敏

### スタッフ（京都・バリ島婚約旅行殺人事件）
- 原作 - 山村美紗『京都・バリ島殺人旅行』
- 脚本 - 安本莞二
- 監督 - 井上芳夫
- プロデューサー - 小山健一、竹村淳子、小関明
- 制作 - テレビ朝日、ビデオフォーカス

## 花嫁は容疑者

### キャスト（花嫁は容疑者）
- 秋野夕雨子（「モーニング8」レポーター） - 片平なぎさ
- 小杉駿二（夕雨子の恋人・「モーニング8」ディレクター） - 田中隆三
- 牧陽子（夕雨子の友人） - 川島なお美
- 牧信夫（陽子の婚約者） - 加納竜
- 堀千津子（堀の妻） - 七瀬なつみ
- 堀夏夫（喫茶店でマネージャー） - 広岡瞬
- 長井朱実（ホテルの添乗員） - 山村紅葉
- 鈴木（陶芸家） - 村田則男
- 西崎（フリーライター） - 下塚誠
- 鈴木カオリ（鈴木の妻） - 棟里佳
- 星川（「モーニング8」プロデューサー） - 浜田光夫
- 狩矢警部（京都府警警部） - 夏夕介
- 古川明美、福田健次、保坂正紀、松村康世、大原穣子、椎名茂、佐藤百紀、外山貴子、野村博、柿原由紀

### スタッフ（花嫁は容疑者）
- 原作 - 山村美紗『花嫁は容疑者』
- 脚本 - 齊藤珠緒
- 監督 - 井上芳夫
- 制作 - テレビ朝日、朝日放送テレビ、ビデオフォーカス

## 放送日程
| 回数 | 放送日        | タイトル                     | 主演       | 狩矢警部役 | 原作                     | 脚本     | 監督     |
| ---- | ------------- | ---------------------------- | ---------- | ---------- | ------------------------ | -------- | -------- |
| 1    | 1990年9月25日 | 京都・バリ島婚約旅行殺人事件 | 星野知子   | 夏夕介     | 『京都・バリ島殺人旅行』 | 安本莞二 | 井上芳夫 |
| 2    | 1991年9月10日 | 花嫁は容疑者                 | 片平なぎさ | 夏夕介     | 『花嫁は容疑者』         | 斉藤珠緒 | 井上芳夫 |